# Rembert Weakland
Rembert George Weakland O.S.B. (ur. 2 kwietnia 1927 w Patton, zm. 22 sierpnia 2022 w Greenfield) – amerykański duchowny katolicki, arcybiskup Milwaukee w latach 1977–2002. Był znany z licznych skandali obyczajowych.

## Życiorys
Był jednym z szóstki dzieci Basila i Mary. Studiował w seminarium św. Wincentego w Latrobe. W 1945 rozpoczął nowicjat w zakonie benedyktynów. Profesję złożył 29 września 1949 w opactwie Solesmes we Francji. Studiował następnie teologię w Rzymie. Święcenia kapłańskie uzyskał 24 czerwca 1951 w Subiaco we Włoszech z rąk benedyktyna, biskupa Simone Salvi. Dalsze studia odbył we Włoszech, Francji i Niemczech. W latach 1957–1963 uczył muzyki w swym rodzinnym seminarium. W 1963 został koadiutorem arcyopata w swym macierzystym opactwie. 29 września 1967 został przełożonym Konfederacji Benedyktyńskiej (ciało przywódcze całego zakonu). W 1973 wybrany na drugą kadencję.
20 września 1977 nominowany na arcybiskupa Milwaukee. Konsekracja miała miejsce w katedrze Św. Jana Ewangelisty 8 listopada, udzielił jej abp Jean Jadot. Od początku był jednym z najbardziej liberalnych biskupów amerykańskich. W 2000 skrytykował deklarację Dominus Iesus, wcześniej doszło do skandalu wokół zabytkowej katedry, którą zaczął remontować i dopiero po protestach wiernych prace wstrzymano. Na emeryturę przeszedł w 2002 roku.

## Molestowanie seksualne
Po przejściu na emeryturę okazało się, że sprzeniewierzył 450 tys. dolarów, wydanych na pokrycie roszczeń finansowych w sprawie o seksualne wykorzystanie studenta teologii, Paula Marcoux. W wywiadzie z 2009 roku wyznał, że jest homoseksualistą i utrzymywał kontakty seksualne z wieloma partnerami.
W czerwcu 2009 roku opublikował książkę A Pilgrim in a Pilgrim Church: Memoirs of a Catholic Archbishop (pol. „Pielgrzym w pielgrzymującym Kościele: Zapiski katolickiego arcybiskupa”). Przedstawił w niej swoje psychologiczne, duchowe i seksualne aspekty dojrzewania do wyznania swojej homoseksualności.